# Rinorea heteroclita
Rinorea heteroclita (Roxb.) Craib – gatunek roślin z rodziny fiołkowatych (Violaceae). Występuje naturalnie w Indiach (w stanach Uttar Pradesh, Bihar, Bengal Zachodni oraz Asam, a także na Andamanach i Nikobarach), Bangladeszu, Mjanmie, Tajlandii oraz Indonezji. 

## Morfologia
PokrójZimozielony krzew.
LiścieBlaszka liściowa ma eliptyczny lub lancetowaty kształt. Mierzy 2–6 cm długości oraz 1,5–2 cm szerokości, jest karbowana na brzegu, ma tępą nasadę i nagle zaostrzony wierzchołek. Przylistki są szydłowate i osiągają 2–4 mm długości. Ogonek liściowy jest nagii.
KwiatyZebrane po 2–3 w pęczkach, wyrastają z kątów pędów. Mają działki kielicha o kształcie od owalnego do lancetowatego i dorastające do 2 mm długości. Płatki są lancetowate, mają białą oraz 4–5 mm długości.
OwoceTorebki mierzące 5 mm średnicy, o niemal kulistym kształcie.

## Biologia i ekologia
Rośnie w lasach i zaroślach. 